# Аббисайд
Аббисайд (англ. Abbeyside; ирл. Dún na Mainistreach, «монастырская крепость») — деревня в Ирландии, находится в графстве Уотерфорд (провинция Манстер) на северной стороне реки Коллиган. Известная достопримечательность — замок Макграф (MacGrath), типичный шестиэтажный дом-башня, на данный момент сильно обрушенный.